# 諾伯特·赫夫勒
諾伯特·赫夫勒（匈牙利語：Norbert Heffler；1990年5月24日—）是一位匈牙利足球運動員。在場上的位置是中場。他現在效力於索普羅尼足球俱樂部。他的哥哥蒂伯·赫夫勒也是一位足球運動員。